# Malerrapporten
Malerrapporten er den første danske fagkritiske rapport om arbejdsmiljø i Danmark.
En lille flok unge medicinstuderende opdagede omkring 1970, at der var problemer i forskellige faggrupper omkring det, vi i dag kalder arbejdsmiljø. Malerne led af det, man kaldte "malersyndromet", men deres arbejdsgivere hævdede, at skaderne skyldtes et stort alkoholforbrug. Men de studerende påpegede, at malerne gik rundt i opløsningsmidler dagen lang. De udarbejdede og trykkede en rapport på 48 sider, og fagforeningerne stod derefter i kø for at få lavet den slags undersøgelser.
Malerrapporten blev oprindeligt trykt på en primitiv spritduplikator på Studenterrådets kontor i Århus i 1971, men blev året efter genoptrykt af Forlaget Modtryk, som forlagets første udgivelse. 
Som følge af malerrapporten blev Aktionsgruppen Arbejdere Akademikere dannet i 1975 af arbejdere og fagforeninger samt de studerende, som havde lavet de første fagkritiske rapporter, som Malerrapporten og den senere Bryggerirapporten.

## Ekstern henvisning
- En underside (Webside ikke længere tilgængelig) på Aktionsgruppen Arbejdere Akademikere Arkiveret 7. januar 2008 hos  Wayback Machine